# Тайная жизнь слов
«Та́йная жизнь слов» (исп. La vida secreta de las palabras) — драма испанского кинорежиссёра Изабель Койшет. Премьера фильма состоялась 1 сентября 2005 года на Венецианском кинофестивале.

## Сюжет

Ханна показывает следы от пыток

История о слабослышащей меланхоличной девушке, которую судьба привела на неработающую нефтяную платформу, к другим людям, столь же сильно любящим уединение. Забота о пострадавшем рабочем, временно потерявшем зрение, и внимание, оказываемое ей, пробуждают в ней интерес к жизни: она начинает чувствовать вкус пищи, интересоваться окружающим миром и делами окружающих. А затем открывает свою ужасную тайну…
Между девушкой и рабочим возникает странная близость, наполненная тайнами, правдой и ложью, юмором и болью — близость, из которой им не выйти невредимыми и которая изменит жизнь каждого из них навсегда. Это фильм о том, что такое груз прошлого. Но прежде всего — о силе любви…

## В ролях
| Актёр            | Роль                        |
| ---------------- | --------------------------- |
| Сара Полли       | Ханна                       |
| Тим Роббинс      | Джозеф                      |
| Сверре Оусдал    | Димитри                     |
| Хавьер Камара    | Саймон                      |
| Дэнни Каннингем  | Скотт                       |
| Дин Ленокс Келли | Лайам                       |
| Дэниэл Мэйз      | Мартин                      |
| Эммануэ Идову    | Абдул                       |
| Эдди Марсан      | Виктор                      |
| Стивен Макинтош  | доктор Сулитцер             |
| Джули Кристи     | Инге                        |
| Питер Уайт       | Зануда (в титрах не указан) |

## Факты
- Герои читают эпистолярное произведение «Письма португальской монахини», написанное предположительно Габриелем-Жозефом де ла Вернь, другом мадам де Севинье и Расина. Были изданы анонимно в 1669 году.
- Рассказ, о котором упоминает Джозеф (Тим Роббинс), про лежащего в больнице 15-летнего подростка — «Сеньорита Кора» (1966 г.) Хулио Кортасара.
- Нефтяная платформа носит название «GENEFKE» по имени датского врача и исследователя пыток Инге Генефке[англ.], которой посвящён фильм.

## Награды и номинации

Ханна ухаживает за Джозефом

Всего фильм получил 21 награду и 14 номинаций. Некоторые из них:

### Награды
- 2006 Barcelona Film Awards
  - Лучший режиссёр — Изабель Койшет
  - Лучший сценарий — Изабель Койшет
  - Лучший фильм
- 2006 Премия «Гойя»
  - Лучший режиссёр — Изабель Койшет
  - Лучший оригинальный сценарий — Изабель Койшет
  - Лучший фильм
  - Лучший продюсер — Эстер Гарсия
- 2005 Венецианский кинофестиваль
  - Награда Lina Mangiacapre — Изабель Койшет

### Номинации
- 2006 European Film Awards
  - Лучшая актриса — Сара Полли
- 2006 Премия «Гойя»
  - Лучшая мужская роль второго плана — Хавьер Камара